# Беспощадный (эсминец, 1936)
«Беспощадный» — эскадренный миноносец проекта 7 Черноморского флота ВМФ СССР. Был заложен в 1936 году, вошел в строй в 1939 году, имел тактические номера 24 и 17. Участник Великой Отечественной войны на Чёрном море. Отряд кораблей в составе лидера «Харьков», эсминцев «Способный» и «Беспощадный» 6 октября 1943 возвращался из набеговой операции к берегам Крыма и все три корабля были потоплены в ходе нескольких налётов вражеской авиации.

## Постройка
Эсминец «Беспощадный» был заложен 15 мая 1936 года на заводе имени 61 Коммунара в городе Николаеве. Спущен на воду 5 декабря 1936 года. Официально включен в состав Черноморского флота 2 октября 1939 года.

## Конструкция

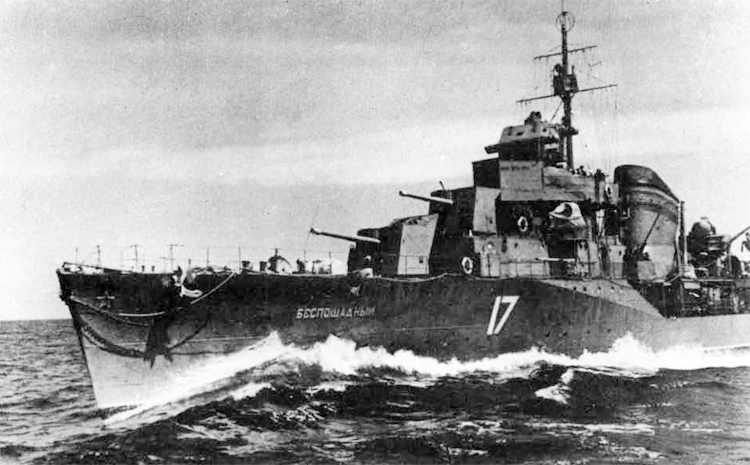

Мореходность 7 проекта была посредственной. Из-за зауженных обводов носовой части корпуса они сильно зарывались в волну; при волнении моря 8 баллов скорость падала до 5—8 узлов. Для повышения остойчивости на часть «семерок» в 1940—1941 годах уложили твёрдый балласт (82—67 тонн).

### Энергетическая установка
Два главных турбозубчатых трехкорпусных агрегата смешанной активно-реактивной системы и три водотрубных котла треугольного типа, мощностью 48 000 л. с. при 415 об/мин., которые вращали два гребных винта диаметром 3,18 м и шагом 3,65 м.

### Вооружение
Главный калибр
Артиллерия главного калибра у эсминцев проекта 7: четыре 130-мм орудия Б-13-I с длиной ствола 50 калибров, изготовленных заводом «Большевик», углы вертикального наведения от −5 до +45°. Все типы снарядов (осколочно-фугасные, полубронебойные и дистанционные гранаты) были одинакового веса — 33,5 кг и выпускались из ствола с начальной скоростью 870 м/с на максимальную дальность 139 кбт (25,7 км). Боезапас включал в себя 150 выстрелов на ствол, в перегруз (по вместимости погребов) корабль мог брать до 185 выстрелов на ствол — то есть в сумме до 740 снарядов и зарядов. Подача боеприпасов осуществлялась вручную, досылка — пневмодосылателем.
Зенитное вооружение ;
Зенитное вооружение составляли: пара 76-мм универсальных установок 34-К, два 45-мм полуавтомата 21-К, два 12,7-мм пулемёта ДШК. В ходе войны зенитное вооружение усиливалось за счет замены полуавтоматов 21-К на автоматические пушки 70-К и установки дополнительных 1-3 (в зависимости от наличия орудий) автоматов 70-К, пулеметов ДШК или полученных по Ленд-лизу зенитных пулеметов Виккерса или Кольта.
Торпедное вооружение
Торпедное вооружение включало в себя два 533-мм трехтрубных торпедных пороховых аппарата 39-Ю. Скорость вылета торпеды составляла 12 м/с. 533-мм торпеды 53-38(53-38У), длина 7,4 м, масса 1615 (1725) кг, масса ВВ (тротил) 300 (400) кг, дальность: 4,0 км ходом 44,5 узла, 8,0 — 34,5, 10,0 — 30,5. По проекту эсминцы могли нести дополнительно 6 запасных торпед в стеллажах, но перезарядка аппаратов вручную в свежую погоду оказалась невозможной.
Противолодочное вооружение
На расположенные на верхней палубе рельсы корабль мог принять 60 мин КБ-3, или 65 мин образца 1926 г., или 95 мин образца 1912 г. (в перегруз).
Стандартный набор глубинных бомб — 25 штук (10 больших Б-1 и 15 малых М-1); позже его довели до 40 Б-1 и 27 М-1. Большие бомбы хранились непосредственно в кормовых бомбосбрасывателях; малые — 12 в погребе и 8 в кормовом стеллаже на юте.

## История службы

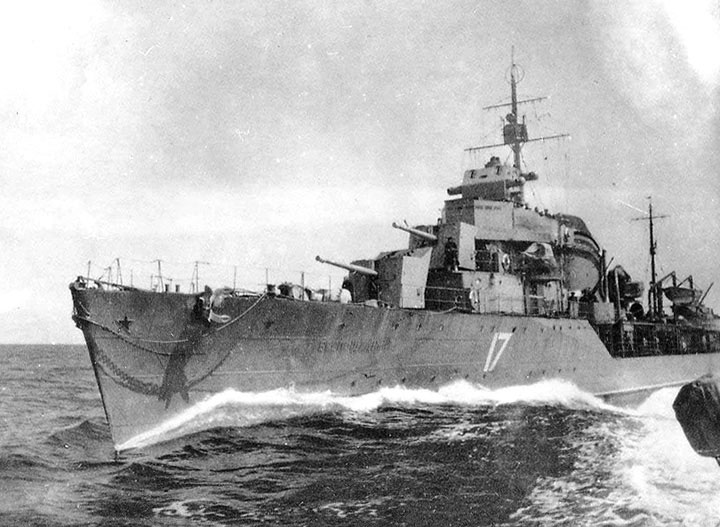

В ночь с 9 на 10 октября 1939 года корабль попал в 8-балльный шторм, в результате чего корпус в районе 84-90-го шпангоутов деформировался, срезались заклепки, образовались трещины, погнулись шпангоуты и бимсы. После экстренного ремонта «Беспощадный» вместе с лидером «Москва» с 19 по 24 октября 1939 года совершил официальный визит в Стамбул. В 1940 году в ходе эксплуатации эсминца выявились дефекты в механизмах и электрооборудовании. Гарантийный ремонт затянулся на 6 месяцев — пришлось заменить турбину высокого давления ТЗА № 2. К началу войны корабль был в хорошем техническом состоянии. В 1941 году имел тактический номер 17.

### Начало войны
С 22 по 30 июня 1941 года «Беспощадный» ежедневно выходил в море для постановки оборонительных минных заграждений. Всего кораблем было выставлено 114 мин. 13 июля при выходе из Севастополя эсминец под действием ветра и течения сошел с фарватера и сел на мель. Хотя повреждения оказались легкими (погнуты лопасти винтов), командир корабля капитан 3 ранга П. В. Глазовский был отдан под трибунал и осужден на 5 лет.

### Оборона Одессы
С конца июля по сентябрь «Беспощадный» почти постоянно находился в море, сопровождая транспорты, обстреливая румынские войска под Одессой, нёс дозорную службу. 22 сентября, во время артиллерийской поддержки советского десанта под Григорьевкой, эсминец атаковали 22 фашистских бомбардировщика, сбросивших на корабль 84 бомбы. «Юнкерсы-87» пикировали с разных направлений, затрудняя зенитный огонь. Сначала близким разрывом бомбы была повреждена корма — в районе 173-го шпангоута на палубе и по бортам образовался гофр. От сотрясения сработал кормовой торпедный аппарат: торпеды с включившимися двигателями ударились в переборку помещения дизель-генераторов, но не взорвались. Через трещины в кормовые помещения начала поступать вода. Скорость эсминца, поначалу доведенная до 24 узлов, стала падать. В этот момент «Беспощадный» получил сразу два прямых попадания бомб в носовую часть. Одна из бомб, пробив палубу полубака около клюза правого борта, вышла через борт и взорвалась в воде. Другая разорвалась в глубине корпуса, в районе мотора носового шпиля. В результате вся носовая часть корпуса до 35-го шпангоута оказалась фактически оторванной и держалась лишь на искореженных листах обшивки.
Эсминец получил дифферент на нос в 1,5 м, но сохранил ход и самостоятельно достиг Одессы. В течение 23 сентября на «Беспощадном» подкрепили переборки, а также палубы и борта в районе гофров. Вечером с помощью буксира СП-14 повели эсминец в Севастополь. Буксировка осуществлялась кормой вперед со скоростью 2-3 узла. Из-за усилившегося до 5 — 6 баллов волнения моря раскачивающаяся носовая часть начала сдирать обшивку с левого борта, образовался крен, возникла угроза затопления 3-го кубрика. Положение становилось критическим, единственным выходом было обрубить носовую часть корабля. Рискованную операцию выполнил старшина 2-й статьи В. Г. Сехниашвили. Спустившись по штормтрапу за борт, он обычным топором в течение часа делал насечки в бортовой обшивке, пока носовая часть не обломилась и не ушла под воду. За подвиг был представлен к ордену Красной звезды, получил медаль «За отвагу». После этого «Беспощадный» был взят на буксир «Сообразительным», а спасательное судно СП-14 шло сзади, защищая собой от волн корпус эсминца.

### Ремонт
По прибытии в Севастополь «Беспощадный» сначала ремонтировался в Северном доке, а затем — на заводе № 201. Носовая часть от нулевого до 18-го шпангоута была заимствована у погибшего эсминца «Быстрый», участок от 18-го до 40-го шпангоута пришлось изготовить заново.
Восстановительные работы уже почти закончились, когда корабль подвергся новому налету. 12 ноября 1941 года в 11.25 250-кг бомба попала в верхнюю палубу в районе 103-го шпангоута, зацепила котел № 2, пробила главную паровую магистраль, двойное дно и взорвалась под днищем на грунте. Ещё две бомбы взорвались рядом в 4-5 м от правого борта в районе 190-го шпангоута. Эсминец вновь получил серьёзные повреждения. В корпусе образовалось множество гофров и пробоин, 2-е и 3-е котельные отделения были затоплены, заклинило валопроводы, вышли из строя многие механизмы. В придачу в первом котельном отделении вспыхнул пожар — правда, его удалось вскоре потушить. Благодаря энергичным действиям экипажа распространение воды быстро устранили. Под пробоину подвели пластырь, в дополнение к собственным водоотливным средствам подключили помпы с буксира СП-14. Вечером корабль с дифферентом в 1,75 м и креном в 14 на правый борт был введен в Северный док.
Из-за постоянной угрозы воздушных атак решили дальнейший ремонт «Беспощадного» провести в Поти, для чего в течение нескольких дней эсминец экстренно готовили к переходу. Пробоины заделали пластырями, носовой отсек засыпали пробковой крошкой, в котельных отделениях также уложили мешки с пробкой. Всего на корабль погрузили около 90 кубометров крошеной и листовой пробки. 17 ноября «Беспощадный» на буксире эсминца «Шаумян» вышел из Севастополя в Поти. Поначалу скорость буксировки колебалась в пределах 8-13 узлов, но затем в пустые топливные цистерны стала просачиваться вода, образовался крен. Скорость пришлось снизить до 5 узлов. Волны повредили пластыри, течь усилилась. Мотопомпы не справлялись с поступавшей водой. Выручил трактор ХТЗ, предусмотрительно погруженный на палубу: к его двигателю подключили дополнительную помпу. После трёх суток напряженной борьбы со стихией 20 ноября эсминец прибыл в Поти. Под его носовую часть сразу же подвели понтоны, но прошло ещё 2,5 месяца, пока он дождался своей очереди постановки в док. Полный ремонт корабля завершился лишь в сентябре 1942 года.

### Участие в боевых действиях в 1942—1943 годах
В 1943 году имел тактический номер 17. 
Эсминец вышел на испытания под краснознаменным флагом: 3 апреля за активные действия в начале войны он был награждён орденом Красного Знамени. С 21 октября до конца ноября «Беспощадный» эскортировал транспорты из Поти в Туапсе, сам перевез из Батуми в Поти 596 красноармейцев. С 29 ноября по 2 декабря совместно с «Бойким» совершил рейд к болгарскому побережью, где якобы потопил торпедами вражеский транспорт. 9-10 декабря эсминец снова занимался перевозкой войск (доставил из Поти в Туапсе 522 бойца), а 26-29 декабря вместе с «Сообразительным» повторил набеговую операцию к вражеским берегам. Корабли опять попали в полосу тумана и, не обнаружив противника, вернулись в Поти.
31 января 1943 года «Беспощадный» занимался обстрелом позиций неприятеля в районе Новороссийска где за 30 минут выпустил 206 130-мм снарядов. Затем неоднократно выходил в дозоры, конвоировал транспорты, сам перевозил войска (13 февраля при переходе из Поти в Геленджик взял на борт рекордное число бойцов — 1548 человек с вооружением), совершал демонстративные обстрелы занятого противником побережья. 4 февраля во время шторма получил легкие повреждения корпуса.
Всего с начала войны до 1 апреля 1943 года «Беспощадный» прошел 18 565 миль (до войны, включая сдаточные испытания — 28 327 миль). За это время он выпустил 1818 130-мм, 710 76-мм, 727 45-мм, 325 37-мм снарядов, 605 12,7-мм пуль и 6 торпед. Глубинные бомбы не применялись. Из средств химической защиты интенсивно использовалась дымоаппаратура ДА-2 (поставлено 30 дымзавес), реже — аппаратура ДА-1 (около 10 дымзавес).

### Гибель
6 октября 1943 года отряд кораблей в составе лидера «Харьков», эсминцев «Способный» и «Беспощадный» возвращался из набеговой операции к берегам Крыма. Командир отряда капитан 2 ранга Г. П. Негода (бывший до повышения капитаном эсминца) держал свой брейд-вымпел на «Беспощадном». Отряд прикрывали три истребителя дальнего действия. В 8.10 им удалось сбить немецкий разведчик, и Негода приказал эсминцу «Способный» подобрать летчиков. Из-за 20-минутной задержки был потерян ход. В 9.00 появились «юнкерсы» и атаковали лежавшие в дрейфе корабли со стороны солнца. «Харьков» получил три прямых попадания и лишился хода. Затем вражеские атаки возобновлялись одна за другой. Советские истребители сбили два самолёта — Ю-87 и Ме-109, но соотношение сил было не в нашу пользу.
В 11.50 примерно 10-12 бомбардировщиков нанесли удар по «Беспощадному». Одна из бомб, весом не менее 200 кг, попала в носовое машинное отделение с правого борта и взорвалась под днищем корабля. Паровая магистраль была перебита, лопнул настил палубы в районе 110-115-го шпангоутов, образовалась огромная пробоина. Вторая бомба взорвалась вблизи левого борта напротив кормового машинного отделения, изрешетив обшивку корпуса. Эсминец начал крениться на левый борт, освещение погасло, давление пара упало до нуля. Вода мгновенно затопила первое машинное отделение и через пробоины и разошедшиеся швы поступала в 3-е и 2-е котельные отделения.
Все силы экипажа были брошены на спасение корабля. По приказу командира «Беспощадный» избавился от лишних тяжестей — выстрелил торпеды и сбросил глубинные бомбы. Под пробоину с правого борта подвели пластырь, хотя тот прилегал неплотно. Воду откачивали ручными помпами, а около 14.00 — с помощью подошедшего «Способного». Последний взял «Беспощадного» на буксир, одновременно осуществляя перекачку топлива с аварийного эсминца в свои цистерны. В новый налет в 14.13 в «Беспощадный» попали четыре бомбы — три в кормовую часть и одна во второе машинное отделение. Эсминец разломился пополам. Кормовая часть затонула почти мгновенно. Носовая некоторое время держалась на воде, но в 14.25, встав вертикально форштевнем вверх, ушла в пучину.
Чуть позже участь «Беспощадного» разделили «Способный» и «Харьков». Из 903 человек, находившихся на борту трех погибших кораблей, катера и гидросамолеты спасли 187, в том числе 41 из экипажа «Беспощадного».
Все три корабля погибли в точке 44 градуса 15 минут с.ш., 36 градусов 25 минут в.д.. По другим данным с эсминца «Беспощадный» было спасено 53 человек, из них 7 офицеров. Погибло 182 человека, из них 10 офицеров.
Потеря трех кораблей привела к тому, что все крупные корабли Черноморского флота были переведены в резерв Ставки Верховного Главнокомандующего. Больше в боевых действиях до конца войны они не участвовали.

## Командиры
- капитан 3-го ранга М. Ф. Романов (3.1939-3.1940)[6],
- капитан 3-го ранга П. В. Глазовский (до 17.7.1941),
- капитан-лейтенант Г. П. Негода (до 24.11.1941, затем стал командиром 1-го дивизиона эсминцев. После гибели «Беспощадного» спасен, переведен на ТОФ),
- капитан 3-го ранга В. А. Пархоменко (с 24.11.1941, спасен, позже стал адмиралом, командующим ЧФ)[1].

## Память
Второй командир эсминца и командир соединения во время последнего набега окончившегося гибелью корабля контр-адмирал Г. П. Негода написал мемуары в которых о последнем походе эсминца нет ни  слова. Негода Г. П. «Беспощадный». – М.: Воениздат, 1961.